# 프리스타일 (비디오 게임)
프리스타일(FreeStyle Street Basketball)은 조이시티가 제작한 농구 온라인 게임이다. 프리스타일 시리즈의 장을 연 작품이기도 하다.

## 게임 방식
1. 한 경기는 하프코트의 경우 5분, 풀코트의 경우 전후반 각 3분인 총 6분으로 이루어진다.
2. 시작은 점프볼로 한다. 일반전인 경우엔 홈이 선공한다.
3. 공격 제한 시간은 20초로, 공이 골대에 닿거나, 실투하거나 공수교대가 되면 공격 제한 시간이 20초로 초기화된다. 만약 20초를 넘기면 공격시간 초과로 자동 공수교대가 된다.
4. 하프코트의 경우, 공수교대가 되면 공을 3점 라인 밖으로 빼내야 한다.
5. 득점에 성공하면 공수교대를 한 후 다시 시작한다.
6. 드리블 후 공을 양 손으로 잡으면 다시 드리블을 할 수 없다.

## 게임 모드
게임 모드는 크게 경기코트와 광장으로 나뉜다. 세부적인 플레이는 싱글플레이가 존재한다. 싱글플레이 모드에서는 매치 트레이닝, 베이직 트레이닝, 에피소드 모드 등이 있다.

### 경기코트
- 팀대전: 팀을 만들어서 하는 모드로 게임 방식에 맞는 인원 수(3:3 하프코트인 경우 세 명, 5:5 풀 코트인 경우 다섯 명)를 모아서 팀을 만든 뒤 다른 팀과 매칭해서 플레이하는 모드이다. 매칭은 랜덤으로 이루어지며, 별로 대결하고 싶지 않은 상대라면 거절이 가능하다.
- 일반전: 게임 룸을 만들고 팀을 나눠 플레이하는 모드이다. 3대3, 2대2까지 가능하다.
- 연습하기: 연습방을 만들어 자유연습을 하는 모드이다. 제한은 없으며 팀도 임의변경이 가능하다.

### 광장
퀘스트를 받거나 공지 확인, 미니게임 등을 할 수 있는 모드이며, 각 담당하는 NPC가 있다.
- 규리: 공지를 알 수 있다.
- DJ 봉투맨: 퀘스트를 받을 수 있다. 퀘스트 완료 시엔 다시 DJ 봉투맨에게 가야 한다.
- Kra2y Dog: 농구 용어나 프리스타일 용어를 알 수 있다. 등록되지 않은 용어도 있을 수 있다.
- 아프로보이: 진행 중인 이벤트를 볼 수 있다.
- MC 유: 미니게임인 OX퀴즈를 할 수 있다. 게임은 12시부터 0시까지 30분 간격으로 시작한다.

## 캐릭터 및 포지션
캐릭터는 남자 세 종류, 여자 세 종류를 선택할 수 있으며, 얼굴도 각 6종류씩 있다. 성별간 능력치 차는 없다.
포지션은 골밑에 강한 센터, 내곽 득점력에 강한 포워드, 외곽 플레이에 강한 가드를 선택할 수 있으며, 포워드나 가드의 경우엔 레벨 15에 도달하면 세부포지션을 선택할 수 있다.
- 센터(Center 혹은 Centre (C)) : 리바운드와 블락에 특화된 포지션이며, 다양한 수비 능력을 통해 팀의 루즈볼을 책임진다. 세부 포지션은 없다.
- 포워드(Forward (F)) : 평균적인 능력치로 수비와 공격을 모두 할 수 있는 포지션이며, 레벨 15에 도달하면 스몰포워드(SF),파워포워드(PF)로 세부포지션을 선택할 수 있다.
- 가드(Guard (G)) : 코트 외곽에서 3점 슛을 주로 담당하는 공격형 포지션이며, 레벨 15에 도달하면 슈팅가드(SG),포인트가드(PG)로 세부포지션을 선택할 수 있다.

## 세부 포지션
포워드(F) 세부포지션
- 스몰포워드 (Small Forward(SF)) : 포워드의 미들슛 능력을 특화시킨 포지션으로서, 미들슛을 주 득점으로 하며, 센터의 보조 리바운드, 가드의 3점 슛까지 할 수 있는 올 라운드 플레이어이다.
- 파워포워드 (Power Forward(PF)) : 센터의 리바운드 능력과 화려한 덩크슛으로 골밑을 장악할 수 있는 포지션으로서, 덩크나 레이업, 훅슛 등을 주 득점으로 하며, 센터의 보조 리바운드, 혹은 센터가 없을시 메인 리바운드를 소화할 수 있는 포지션이다.

가드(G) 세부포지션
- 슈팅가드 (Shooting Guard(SG)) : 폭발적인 3점 득점 능력과 현란한 드리블로 팀의 고득점을 책임지는 포지션으로서, 드리블로 상대의 마크(수비수)를 따돌린 후, 3점 슛을 통해 득점하는 포지션이다.
- 포인트가드 (Point Guard(PG)) : 팀의 흐름과 세부적인 상황을 파악하여 각 슈터들이 득점을 할 수 있게 만드는 팀의 리더 역할을 하는 포지션이다. 슈팅가드가 3점 득점이 어려울 시, 슈팅가드의 역할을 대신하며, 빠른 판단 능력과, 전체적인 흐름을 읽을 수 있는 통찰력을 요하는 포지션이다.

## 스페셜 캐릭터
능력치와 외모가 보통 캐릭터와는 다르다. 특수한 복장을 착용할 수 있다. 현재 실존하는 인물을 바탕으로 한 라이센스 스페셜 캐릭터와 조이시티에서 자체적으로 제작한 오리지널 스페셜 캐릭터로 나뉘며, 현재 총합 18그룹이 출시되었다.

### 라이센스 스페셜 캐릭터
- 원더걸스: 인기 걸그룹 원더걸스를 바탕으로 한 캐릭터. 선미의 탈퇴로 선미 캐릭터는 빠졌다. 현재는 판매하고 있지 않다.
- 카라 캣츠: 실제 걸그룹 카라를 바탕으로 한 캐릭터. 걸그룹 소재로 한 팀명 중 유일하게 고유명이 있다.
- 에프엑스: 다국적 걸그룹 에프엑스를 바탕으로 한 캐릭터. 현재는 판매하고 있지 않다.
- 무한도전: MBC 인기 예능 프로그램 무한도전의 멤버들을 소재로 한 캐릭터. 전진과 하하는 현재 판매하고 있지 않다.
- 티아라: 걸그룹 티아라를 바탕으로 한 캐릭터.
- 포미닛: 걸그룹 포미닛을 바탕으로 한 캐릭터.
- 소녀시대: 통합 브랜드 '프리스타일 스포츠' 출시 기념으로 함께 발매한 인기 걸그룹 소녀시대를 바탕으로 한 스페셜 캐릭터.
- 울산 모비스 피버스: 울산 모비스 피버스의 2009년 스쿼드를 기준으로 만들어졌다. 현재 센터인 함지훈이 선택 가능하다. KBL 스페셜 캐릭터는 타 스페셜 캐릭터와 달리 포인트로 구매 가능하다. 하지만 지정된 포지션 외엔 선택이 불가능하다.
- 인천 전자랜드 블랙 슬래머: 인천 전자랜드 블랙 슬래머(현 인천 전자랜드 엘리펀츠)의 2009년 스쿼드를 기준으로 만들어진 스페셜 캐릭터. 현재 센터인 서장훈이 선택 가능하다.
- 대구 오리온스: 대구 오리온스(현 고양 오리온스)의 2009년 스쿼드에 맞춰져 있다. 현재 포인트가드인 김승현이 선택 가능하다.
- 전주 KCC 이지스: 전주 KCC 이지스의 2009년 스쿼드를 기준으로 만들어졌다. 가드인 전태풍(토니 앳킨스)과 센터인 하승진을 선택할 수 있다.
- 서울 삼성 썬더스: 서울 삼성 썬더스의 2009년 스쿼드에 맞춰져 있다. 파워포워드인 이승준과 포인트가드인 이상민을 선택할 수 있다.
- 서울 SK 나이츠: 서울 SK 나이츠의 2009년 스쿼드를 기준으로 만들어진 스페셜 캐릭터. 파워포워드인 김민수 방성윤, 포인트가드인 주희정, 스몰포워드인 문경은을 선택할 수 있다. 타 KBL 선수와는 달리 문경은은 슈팅가드로도 선택이 가능하다.
- 원주 동부 프로미: 원주 동부 프로미의 2009년 스쿼드를 기준으로 만들어졌다. 현재 파워포워드인 김주성이 선택 가능하다.

### 오리지널 스페셜 캐릭터
- 마이애미 피닉스: 미국 마이애미에 연고를 둔 가상의 농구단이다. 멤버는 앨리스 앤더슨(가드), 프랜시스 케이힐(포워드), 아울 카치나(센터)이다.
- 요코하마 초코쉽스: 일본 요코하마에 연고를 둔 가상의 농구단이다. 멤버는 타케나카 사치(가드), 스즈키 미카(포워드), 사이온지 요시노(센터)이다. 남자 캐릭터가 없는 가상구단이라는 특징을 지니고 있다.
- 빈 비스 리테어: 오스트리아 빈에 연고를 둔 가상 구단이다. 멤버는 지크문드 폰 쉔베르크(가드), 오필리아(포워드), 레이몬드(센터)다.
- 로스앤젤레스 골드벅스: 미국 로스앤젤레스에 연고를 둔 가상 구단이다. 멤버는 레베카 왓슨(센터, 맨티스로 더 알려져 있다), 스파이더(포워드), 메어리 키스(가드, 허니비로 더 알려져 있다)이다.
- 토러스: 미국의 가상 구단이며, 세부연고지는 불명. 데콘, 엔트완, 잭이 이 팀의 멤버다. 한국 출시 기준으로 오리지널 스페셜 캐릭터 중 최초로 센터, 포워드, 가드 중 마음대로 포지션 선택이 가능하다.
- 도쿄 후르츠 바스켓: 일본 도쿄에 연고를 둔 가상 구단이다. 멤버는 미캉(공격형(Offence) , 포지션 선택 가능), 링고(수비형(Defense), 포지션 선택 가능),이치고(신체능력형(Physical), 포지션 선택 가능)이다.